# 只儿哈郎
只儿哈郎（13世纪—1330年），元朝大臣，又作只儿合郎、只而合郎，元英宗时中书平章政事。
元成宗大德十一年（1307年），元武宗即位，由御史中丞升任御史大夫。元武宗至大二年（1309年），担任知枢密院事。至大三年（1310年），出为陕西行尚书省平章政事，元仁宗延祐七年（1320年）元英宗即位，命他为中书省参知政事，升任为右丞。元英宗至治元年（1321年）拜为中书省平章政事。至治二年（1322年）再担任御史大夫，知枢密院事。天历二年（1329年）元明宗即位，只儿哈郎出任甘肃行省平章政事。至顺元年（1330年）六月，杀通政使只儿哈郎。

## 延伸阅读
[在维基数据编辑]